# Khadzhi-Akhmedli
Khadzhi-Akhmedli (azerbajdzjanska: Hacıəhmədli) är en ort i Azerbajdzjan.   Den ligger i distriktet Bərdə Rayonu, i den centrala delen av landet, 230 km väster om huvudstaden Baku. Khadzhi-Akhmedli ligger 31 meter över havet och antalet invånare är 223.
Terrängen runt Khadzhi-Akhmedli är platt. Närmaste större samhälle är Barda, 9,1 km väster om Khadzhi-Akhmedli.
Omgivningarna runt Khadzhi-Akhmedli är en mosaik av jordbruksmark och naturlig växtlighet. Runt Khadzhi-Akhmedli är det ganska tätbefolkat, med 129 invånare per kvadratkilometer.